# (2751) Campbell
(2751) Campbell (1962 RP) est un astéroïde de la ceinture principale, découvert le 7 septembre 1962 à l'observatoire Goethe Link près de Brooklyn, dans l'Indiana.

## Compléments